# Gustave Serrurier-Bovy
Gustave Serrurier-Bovy (Liegi, 27 luglio 1858 – Liegi, 19 novembre 1910) è stato un architetto e decoratore belga.
Egli è accreditato assieme a Paul Hankar, Victor Horta e Henry van de Velde tra i fautori dell'Art Nouveau, grazie all'esposizione de la maison parigina di Samuel Bing dei lavori della sua ditta di progettazione mobiliarie basata nella città natale, con varie succursali sparse per la Francia.

## Galleria d'immagini

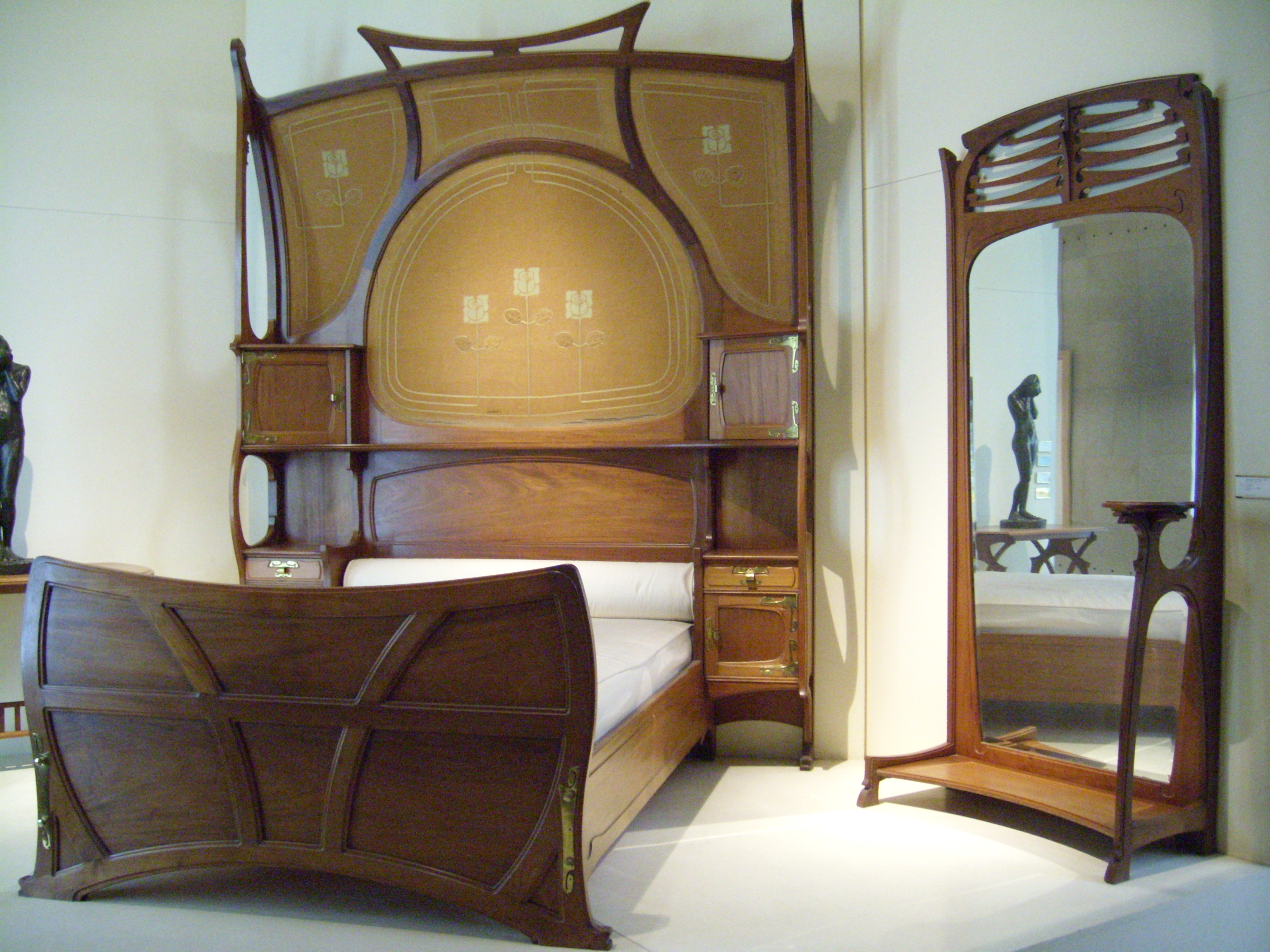
Gustave Serrurier-Bovy, psyché e letto in mogano (1899), Museo d'Orsay, Parigi. Riflessione di un tavolo in mogano di Serrurier-Bovy (1899).
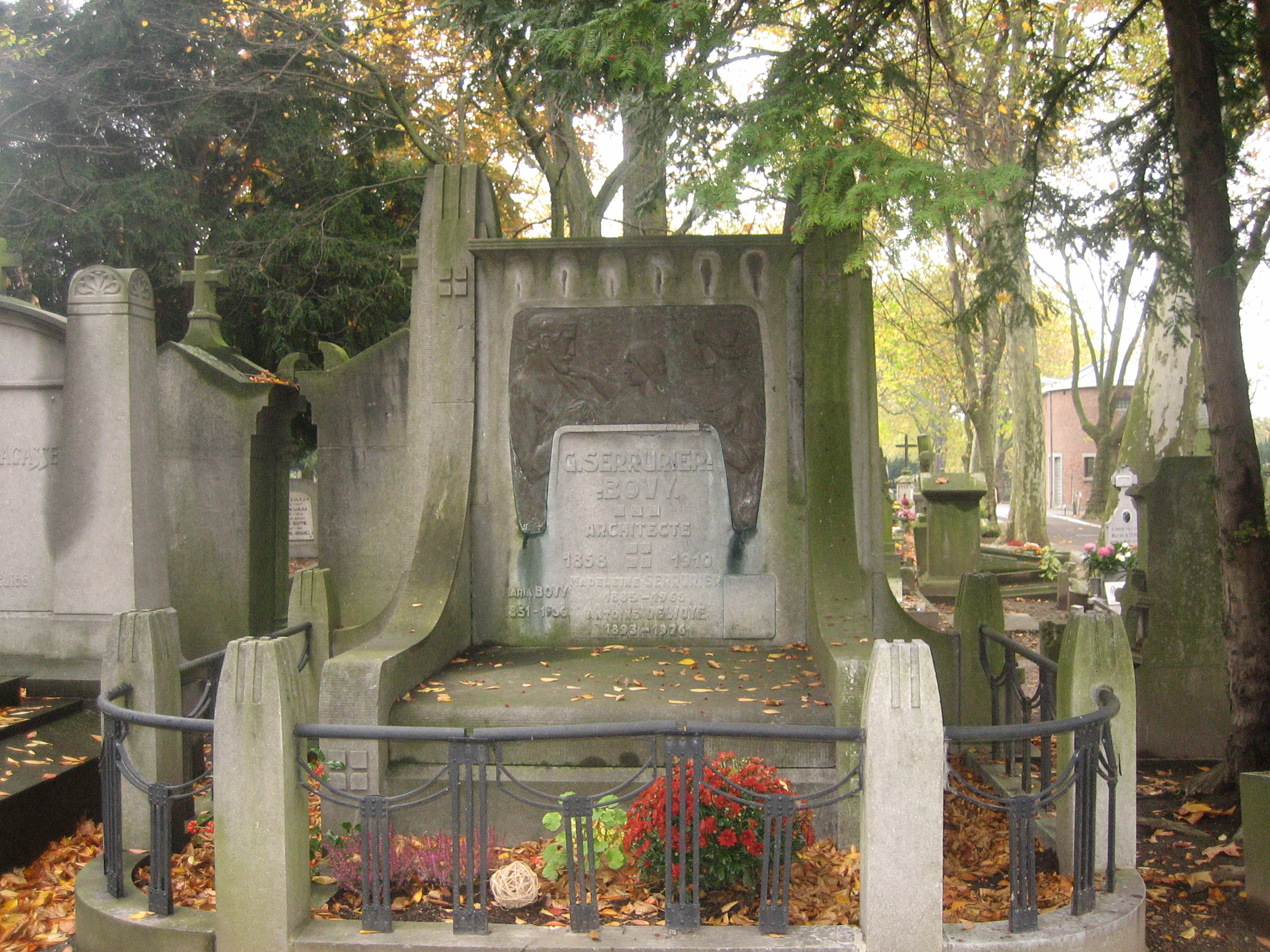
Tomba di Gustave Serrurier-Bovy situata al cimitero di Robermont, nella città di Liegi.
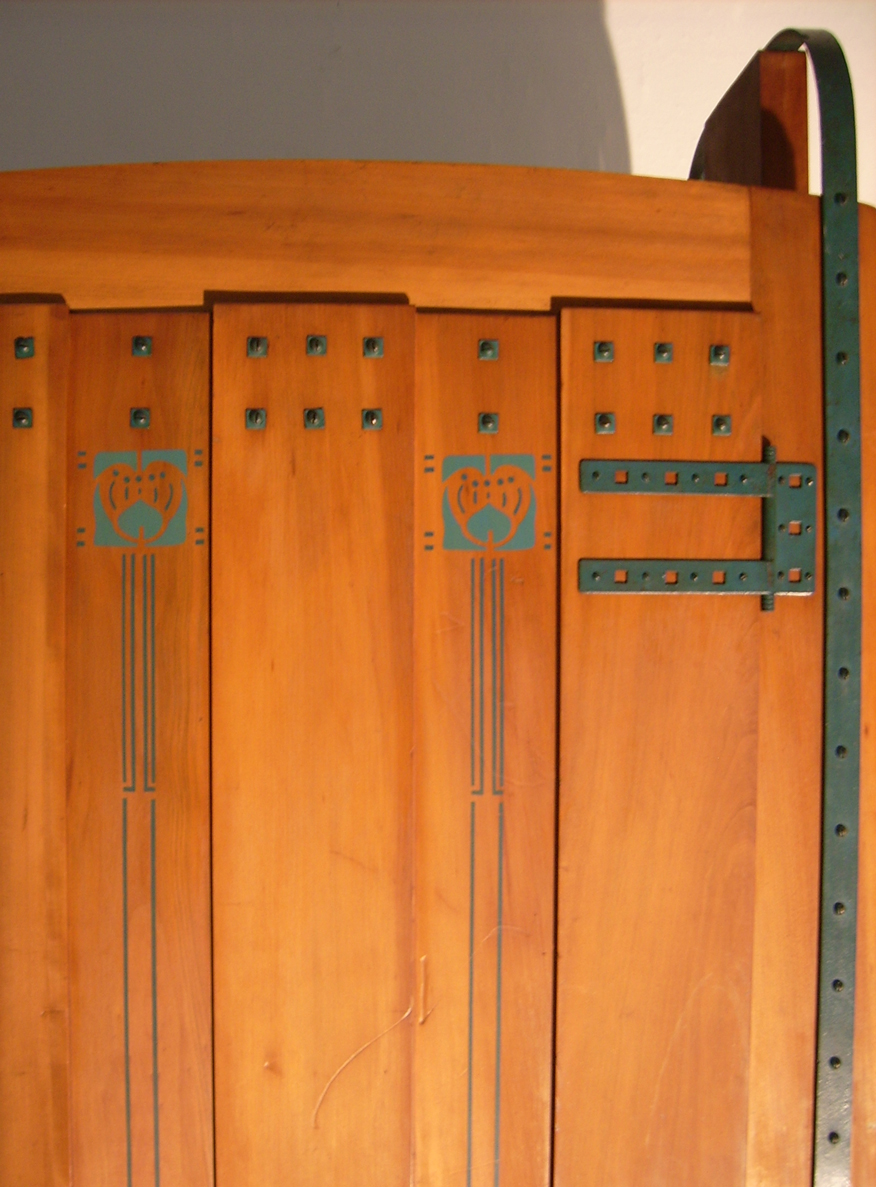
Mobiletto in selce realizzato da Gustave Serrurier. Dettaglio cerniera.